# Niklas Mattsson
Niklas Mattsson (Sundsvall, 16 marzo 1992) è uno snowboarder svedese.

## Biografia
Specialista di big air e slopestyle,  ha esordito in Coppa del Mondo di snowboard il 31 ottobre 2009 a Londra.

## Palmarès

### Mondiali
- 2 medaglie:
  - 2 argenti (slopestyle a La Molina 2011; big air a Stoneham 2013)

### Coppa del Mondo
- Miglior piazzamento in classifica generale: 6º nel 2012
- Miglior piazzamento in Coppa del Mondo di big air: 14° nel 2014 e nel 2021
- Miglior piazzamento in Coppa del Mondo di slopestyle: 4° nel 2021
- 2 podi:
  - 2 vittorie
  - 2 secondi posti

#### Coppa del Mondo - vittorie
| Data             | Luogo     | Paese    | Disciplina |
| ---------------- | --------- | -------- | ---------- |
| 19 novembre 2011 | Stoccolma | Svezia   | BA         |
| 22 gennaio 2021  | Laax      | Svizzera | SBS        |

Legenda:

BA = Big air

SBS = Slopestyle